# Lídia
Lídia (en lidi 𐤮𐤱𐤠𐤭𐤣𐤠 Śfarda; en grec: Λυδία Lȳdíā) va ser una regió històrica i un regne situat a l'oest de la península d'Anatòlia, corresponent a les actuals províncies turques d'Esmirna i Manisa. El regne de Lídia va durar des de la caiguda de l'Imperi Hitita fins a la conquesta persa, segons unes fonts des del 1300 aC i, segons unes altres, des del 718 aC fins al 546 aC.
Va destacar com a potència comercial, i va ser, a més, coneguda per la seva riquesa en or, que extreien del riu Pactol i de les mines de la muntanya Tmolos. Actualment es creu que la seva riquesa provenia més de la fertilitat dels seus camps, i també de la superioritat comercial respecte als grecs.
Va ser un dels primers llocs on es va encunyar moneda, abans fins i tot que a la Xina o l'Índia. Les primeres monedes daten del regnat de Giges, a la segona meitat del segle vii aC, cap a l'any 620 aC, i fins i tot abans, durant el regnat d'Ardis II (652 aC-621 aC). Els coneixements actuals es recolzen en les troballes de monedes d'electre i or blanc, que tenen els jaciments principals a Efes, a la costa egea.
A causa de l'expansió per les costes jònies i a l'enorme influència cultural dels jonis, molts historiadors consideren Lídia com una civilització altament hel·lenitzada. Aquesta aculturació va ser mútua, encara que la influència lídia sobre la cultura hel·lènica de la zona va ser molt menor, de manera que els avenços musicals, comercials i fins i tot la literatura i els jocs populars lidis van ser adoptats pels grecs, mentre que l'arquitectura, la religió i la indumentària dels hel·lens van influir en els lidis. No obstant això, sempre van existir diferències entre grecs i lidis, una de les més destacades va ser el tracte atorgat a la dona per part dels homes, molt més equànime en la societat lídia. Autors clàssics com Estrabó, observant més diferències que similituds, van concloure que els lidis no eren part dels pobles grecs.
Sota domini romà tenia al nord la Mísia o Frígia Hel·lespòntica de la que estava separada pel riu Hermos i al nord-est la Frígia, a les muntanyes de Temnos, a l'est la Frígia, i al sud la Cària amb el riu Meandre i la serralada de Mesogis com a límit. Per l'oest tenia la mar Egea, però la Jònia, estrictament parlant formava un districte diferenciat.

## Nom
L'endònim Śfard, que és com els lidis s'anomenaven a si mateixos, sobreviu en inscripcions bilingües i trilingües de l'Imperi Aquemènida sota noms com: Satrapia de Sparda,(en persa antic), Saparda, Sapardu (en accadi babiloni), Išbarda (en elamita) i סְפָרַד [ʃˈfarˌɛd] (en hebreu). En la tradició grega, tots aquests topònims han estat associats amb Sardes, capital del rei Giges, erigida al segle vii aC.

## Llengua
El lidi era una llengua indoeuropea de la branca anatòlica, emparentada amb el luvi i l'hitita. S'estima que cap al segle i aC es va convertir en una llengua morta, després de segles d'hel·lenització. Estrabó menciona que a la seva època (segle i aC) el lidi es conservava encara com a llengua parlada fora del territori de Lídia, fortament hel·lenitzat, a Kibyra (l'actual Gölhisar) al sud-oest d'Anatòlia, i portada allà pels descendents de colonitzadors lidis que havien fundat la ciutat.

## Geografia
Els límits de la Lídia històrica van variar al llarg dels segles. Primer limitava amb Mísia, Cària, Frígia i Jònia. Més tard, els regnats d'Aliates II i Cresos van expandir el territori del regne de Lídia, tot incorporant tota l'Àsia Menor a l'oest del riu Halis, excepte Lícia. Després de la conquesta persa, el riu Meandre va servir de límit meridional. Durant l'època romana imperial, Lídia s'estenia des de Mísia i Cària d'una banda fins a Frígia i el mar Egeu de l'altra.

### Muntanyes, rius i llacs
Les muntanyes principals del país eren: 
- les muntanyes de Mesogis
- la serralada de Tmolos
- les muntanyes de Dracon i l'Olímp de Mísia amb el puig de Sipilos

Els rius més importants eren:
- Caïstre
- Hermos
- Pactol

El llac més important era el Gygaea Lacus al nord de l'Hermos, i d'altres més petits als voltants d'Efes, especialment rics en peixos.
Segons Xenofont, el país era un dels més fèrtils del món, fins i tot es cultivaven els vessants de les muntanyes. El seu clima era suau i saludable, però el territori sofria constantment importants terratrèmols.

## Economia
La situació estratègica de Lidia li permetia el control sobre les rutes comercials entre la mar Mediterrània i el Pròxim Orient i va arribar a ser una potència comercial marítima a la mar Egea. Sardes va ser, sens dubte, un gran centre comercial entre els grecs i els anatolis. Els lidis, com els egipcis, exportaven llana i productes manufacturats que intercanviaven per metalls i fusta, especialment amb la península Itàlica, Sicília i els ports de la mar Egea i la mar Negra. Sembla que la venda d'esclaus era també un dels productes comercials dels lidis, i al mercat de Sardes hi feien cap els tractants d'esclaus, dels territoris veïns, de les tribus nòmades i fins i tot els grecs i els romans. El nom més comú d'un esclau a l'antiguitat clàssica era Lidi, és a dir, nascut a Lídia.
Les seves produccions principals eren el vi, el safrà, l'ònix, la mica i l'or. La riquesa del rei Cresos, llegendària, era suposadament deguda a l'or de les arenes del riu Pactol i de les mines del Tmolos, però s'ha comprovat que ambdues produïen molt poc or. Estrabó diu que l'or que en sortia tot just arribava per pagar els treballadors que l'extreien. Les planes de la vall de l'Hermos i del Caïstre eren les parts més fèrtils exceptuant el districte costaner de Jònia. Aquestes planes i valls portaven noms característics i els principals eren:
- La vall Cilbiana
- La vall Caïstriana
- La vall Hircània
- I la plana de Catacecaumene.

## Costums
Els lidis van adoptar institucions semblants a les dels grecs, en un grau menor que els caris o els licis, perquè van viure sempre sota una monarquia i no van instaurar un règim democràtic. Ells i els caris conreaven les arts. Abans de ser conquerits pels perses, eren un poble treballador, valent i guerrer, i la cavalleria lídia era considerada com la millor en aquella època. Cir II el Gran va destruir expressament el seu esperit bèl·lic, els va prohibir l'ús de les armes i els va fer practicar la dansa i el cant, prohibint-los-hi les arts de la guerra. Es van dedicar a la música i segurament aquest va ser el motiu pel qual els grecs els van atribuir la invenció dels jocs gimnàstics. El mode de vida que els van imposar els conqueridors els va portar a poc a poc a un grau d'efeminació que després els va fer notoris. Van mantenir el comerç sota el domini persa, i els va proporcionar una gran prosperitat. En els seus costums, els lidis es diferenciaven molt poc dels grecs, encara que tenien alguns trets diferents: les noies lídies obtenien generalment els seus dots mitjançant la prostitució pública, sense que això perjudiqués la seva reputació. La moral de les dones lidies quedava en entredit per aquest costum, i els autors grecs antics en parlaven amb menyspreu. De la religió dels lidis se'n sap molt poc. La seva divinitat principal sembla que era Cíbele, però també adoraven Àrtemis i Dionís, i segurament estava molt estès el culte al fal·lus, perquè es troben fal·lus enormes a les tombes lidies. Es diu que els lidis van ser els primers que van establir fondes per als viatgers.

## Història

### Meònia i Lídia
Lídia va aparèixer després del declivi de l'imperi hitita, al segle xii aC. Durant l'Imperi, el nom de la regió hauria sigut Arzawa. Segons les fonts gregues, el nom original de la regió de lídia era Meònia (Μαιονία). Homer es refereix als habitants de Lídia pel nom de meonis (Μαίονες). Homer també descriu que la capital dels meoniss no era pas Sardes, sinó Hida, que podria haver sigut un dels districtes en els quals se situava la ciutat.
Més endavant, Heròdot afegeix que els meonis van passar a ser anomenats lidis pel seu rei Lidos (Λυδός), fill d'Atis, durant l'època mítica de la dinastia heràclida. L'exònim hebreu, Lûḏîm (לודים), tal com es troba en el llibre de Jeremies (46.9) es pensa, ja des de Flavi Josep, que deriva de Lud, fill de Sem; malgrat tot, Hipòlit de Roma (234) ofereix una opinió alternativa que diu que els lidis eren descendents de Ludim, fill de Misraim.
Segons Plini el Vell i Hièrocles, a la seva època encara quedaven reductes meonis a la part alta del riu Gediz, entre els quals una ciutat anomenada Meònia.

### Lligams etruscs
La relació entre els etruscs els lidis ha estat durant molt de temps objecte de conjectures. Alguns historiadors, com ara Heròdot, creien que els etruscs eren originaris de Lídia, mentre que d'altres, com Dionisi d'Halicarnàs, argumentaven que els etruscs eren un poble indígena de la península itàlica. Dionisi va apuntar que l'historiador Xantos de Lídia, del segle v aC, que era considerat com una font i autoritat important per a la història de Lídia, mai va vincular els etruscs a Lídia ni va qualificar el llegendari rei Tirrè com a governant lidi.
Actualment, la hipòtesi lídia ha estat desacreditada pels etruscòlegs, a la vegada que argumenten que el relat d'Heròdot es basava en etimologies errònies. Michael Grant argumenta que els etruscs podrien haver propagat aquesta narració per facilitar el comerç amb l'Àsia Menor, quan moltes ciutats, i els mateixos etruscs, estaven en guerra amb els grecs. L'erudit francès Dominique Briquel sosté que «la història d'un èxode de Lídia a Itàlia va ser una fabricació política deliberada creada en l'entorn hel·lenitzat de la cort de Sardes a principis del segle vi aC». En última instància, aquests relats d'autors grecs sobre els orígens etruscs són només l'expressió de la imatge que els aliats o adversaris dels etruscs volien divulgar i no s'han de considerar històrics.
L'evidència arqueològica no dona suport a la idea de la migració lidia a Etrúria. La primera fase de la civilització etrusca, la cultura de Villanova, que va sorgir al voltant de l'any 900 aC, no té vincles amb Àsia Menor o el Pròxim Orient.
Pel que fa a la lingüística, un dels arguments utilitzats a favor de l'origen anatòlic dels etruscs era el lemni, una llengua emparentada (o possiblement dialecte de) l'etrusc trobat en inscripcions a l'illa de Lemnos. Aquest argument ha quedat avui en dia desfasat, ja que el més probable és que es tractés d'una colònia comercial etrusca. A més, el lidi és una llengua indoeuropea, mentre que l'etrusc, juntament amb el lemni i el rètic, és una llengua paleoeuropea que forma la seva pròpia família lingüística anomenada tirrènica.

### Encunyació de moneda pròpia
Segons Heròdot, els lidis van ser els primers a utilitzar monedes d'or i plata i els primers a establir botigues al detall permanents. No se sap, però, si Heròdot volia dir que els lidis van ser els primers a utilitzar monedes d'or pur i plata pura o les primeres monedes de metalls preciosos en general. Malgrat aquesta ambigüitat, aquesta afirmació d'Heròdot és una de les proves més sovint citades en nom de l'argument que els lidis van inventar la moneda, almenys a Occident, encara que les primeres monedes (sota Aliates II; 591 aC - 560 aC) eren d'electre, un aliatge de tots dos materials.
La més gran d'aquestes monedes s'anomena comunament 1/3 d'estatera (trite), amb un pes al voltant de 4,7 grams, tot i que mai no s'han trobat estateras sencers. Aquestes monedes estaven estampades amb un cap de lleó adornat i el que sembla ser un esclat de sol, que era el símbol del rei. La foneria més prolífica per a les primeres monedes va ser Sardes, que va produir grans quantitats de terços, sisos i dotzens del cap de lleó juntament amb fraccions de pota de lleó. Per complementar la denominació més gran, es van fer fraccions, incloent un hekte (sisè), hemihekte (dotzè), i així successivament fins a un 96è, amb el 1/96 d'estatera, que només pesava uns 0,15. grams. No obstant això, hi ha desacord sobre si les fraccions per sota de la dotzena són realment lídies.
És al fill d'Aliates, Cresos, a qui se li atribueix, vora l'any 550 aC, la posada en circulació de la Cresida, la primera monedes d'or veritable amb una puresa estandarditzada per a la circulació general i el primer sistema monetari bimetàl·lic del món.
Va passar un temps abans que les monedes antigues es fessin servir per al comerç, ja que fins i tot les monedes d'electre més petites, que potser valdrien aproximadament un dia de subsistència, haurien estat massa valuoses per a comprar una barra de pa. Les primeres monedes que es van utilitzar per a la venda al detall a gran escala van ser probablement petites fraccions de plata, com ara l'hemiobol, una moneda grega antiga encunyada primer a Cime i després pels grecs jònics a finals del segle vi aC.

### Dinastia mitològica
La història de Lídia ens ha arribat mercès als escrits de Xantos de Lídia complementat amb les informacions d'Heròdot. Segons això hi va haver una dinastia primitiva de Meònia que va iniciar Lidos, fill d'Atis, de la que no es coneix el nombre de reis, però segons Heròdot era llarg. Va seguir la dinastia mitològica ja amb el nom de Lídia establerta potser amb l'enfonsament de l'Imperi Hitita que va començar amb Agron i va acabar amb Candaules (anomenat Mirsilos pels grecs). Heròdot relaciona a aquesta dinastia amb Assíria i la fundació de Nínive bé com a dinastia sotmesa o com a descendent de la família reial. Va durar segons la tradició més de cinc segles.
La darrera part d'aquesta dinastia heràclida és coneguda com a dinastia Sandònida o Tolònida, una branca de la heràclida, però millor testimoniada de retruc per les fonts assíries i en part encara quasi llegendària, a partir del segle viii aC, amb Ardis I, Aliates I, Mirsos (Meles) i Candaules (Mirsilos), que va durar gairebé tot el segle.

Territori original de Lídia (fosc) comparat amb la màxima extensió del regne (clar).

### Mèrmnades

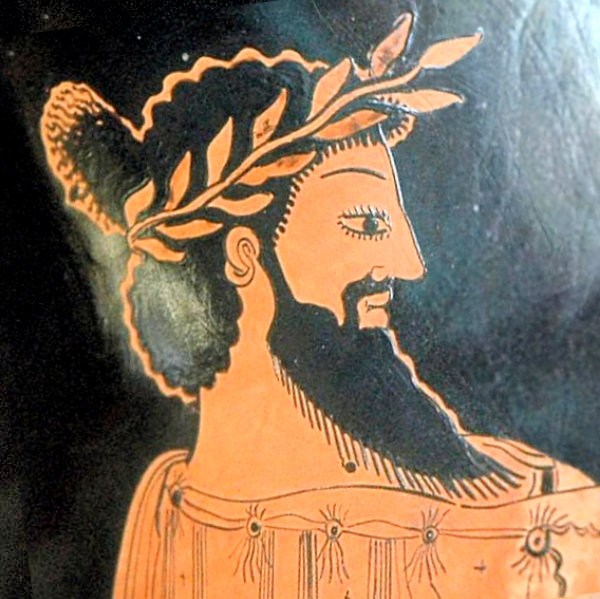
Pintura de Cressus en un gerro.

A la fi del segle viii aC va pujar al poder una nova dinastia, els mèrmnades, ja millor documentada. La cavalleria lidia era en aquesta època considerada la millor del món. Segons Xantos i Heròdot aquesta dinastia va arribar al poder l'any 713 aC o potser el 716 aC (Eusebi situa el seu començament cap a l'any 695 aC o 690 aC. El primer rei Giges va matar a Candaules i va prendre el poder. Giges va regnar fins al 682 aC o el 678 aC i va conquerir Mísia, la costa del Hel·lespont, i algunes ciutats gregues com Colofó o Magnèsia. El va succeir Ardis II que va regnar fins a una data entre el 633 aC i el 629 aC i va continuar les conquestes del seu predecessor; va conquerir Priene, però les seves conquestes es van aturar quan van aparèixer els cimmeris dirigits pel rei dels trers. El va succeir el rei Sadiates, del que no es recorda res, excepte que va regnar uns dotze anys fins a una data entre el 621 aC i 617 aC. El seu successor va ser Aliates II (cap a l'any 621/617 aC fins al 564/560 aC) que va aconseguir expulsar els cimmeris de l'Àsia Menor i va conquerir moltes ciutats jòniques, arribant a l'est fins al riu Halis on va entrar en contacte amb els medes que tenien per rei Ciaxares de Mèdia. Cressus, el darrer rei (cap a l'any 564/560 aC fins al 546 aC) va estendre les seves conquestes per tota l'Àsia Menor, excepte Lícia on va ser rebutjat, i Cilícia, on no va arribar o no va poder conquerir. Va governar segons sembla amb justícia i moderació i les nacions sotmeses no van intentar rebel·lar-se.

Lídia durant el regnat de Cressus.

### Domini persa
Els medes van ser substituïts pels perses i només el riu Halis separava Pèrsia de Lídia. Després de dues batalles, la batalla del riu Halis, i la de Timbrea on els perses van obtenir el triomf, van entrar a Lídia i van ocupar tot el país. Les ciutats, tribus i pobles es van sotmetre al rei de Pèrsia l'any 546 aC. Cir II el Gran va prohibir al lidis utilitzar armes i els va fer dedicar al cant i la dansa. El seu país era considerat el centre vital de tota l'Àsia Menor persa. Lídia junt amb Mísia i Meònia va formar la satrapia II o Satrapia de Lídia i contribuïa al tresor persa amb 500 talents. Sardes la capital reial de Lidia, es va convertir en la capital del sàtrapa persa que tenia autoritat sobre altres sàtrapes com el de Cària, el de Lícia i el de Dascilios o Frígia Hel·lespòntica. El príncep aquemènida Cir el jove era sàtrapa de Lídia quan es va revoltar. En el seu exèrcit, que finalment va resultar derrotat, hi havia uns deu mil mercenaris grecs, i l'Anàbasi de Xenofont relata els fets.

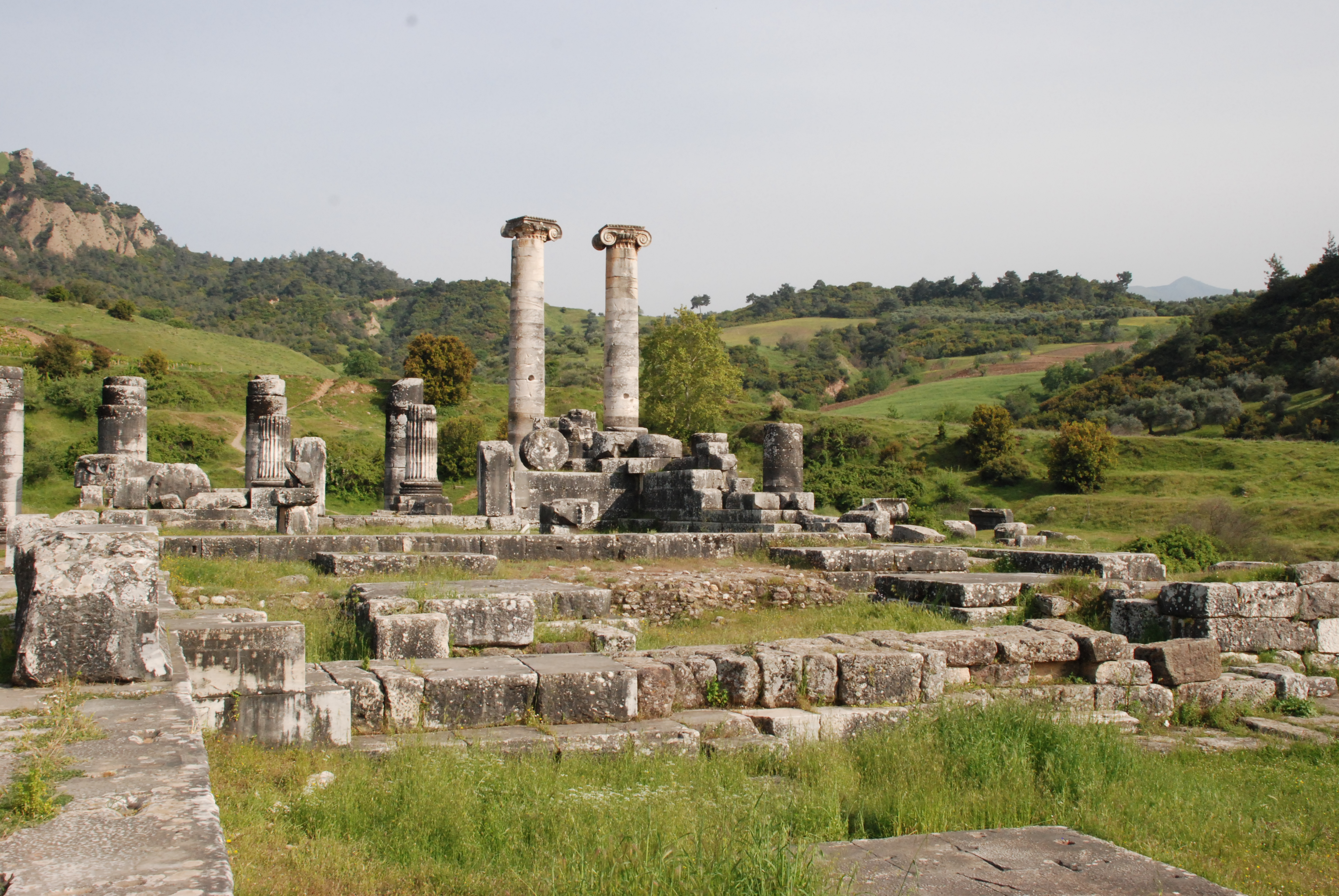
Ruïnes del temple d'Àrtemis a Sardis.

### Període hel·lenístic
L'any 334 aC va quedar sotmesa a Alexandre el Gran. Asandre de Cària en va ser nomenat sàtrapa i el 331 aC el va succeir Menandre. A la mort d'Alexandre, va conservar la satrapia fins que l'any 321 aC va ser donada a Clit. El 318 aC es va establir com a centre del domini d'Antígon el borni que l'any 306 aC s'hi va proclamar rei. Derrotat i mort Antígon a Issos el 301 aC va passar als selèucides després d'un intent d'Aqueos de mantenir-se independent. Els selèucides la van conservar fins al 189 aC. El Tractat d'Apamea, entre la República Romana i Antíoc III, governant de l'Imperi Selèucida, la va cedir al Regne de Pèrgam l'any 188 aC. Era la part principal del regne, i es va incorporar a Roma quan el darrer rei va llegar els seus dominis al Senat romà l'any 133 aC.

### Lídia com a província romana

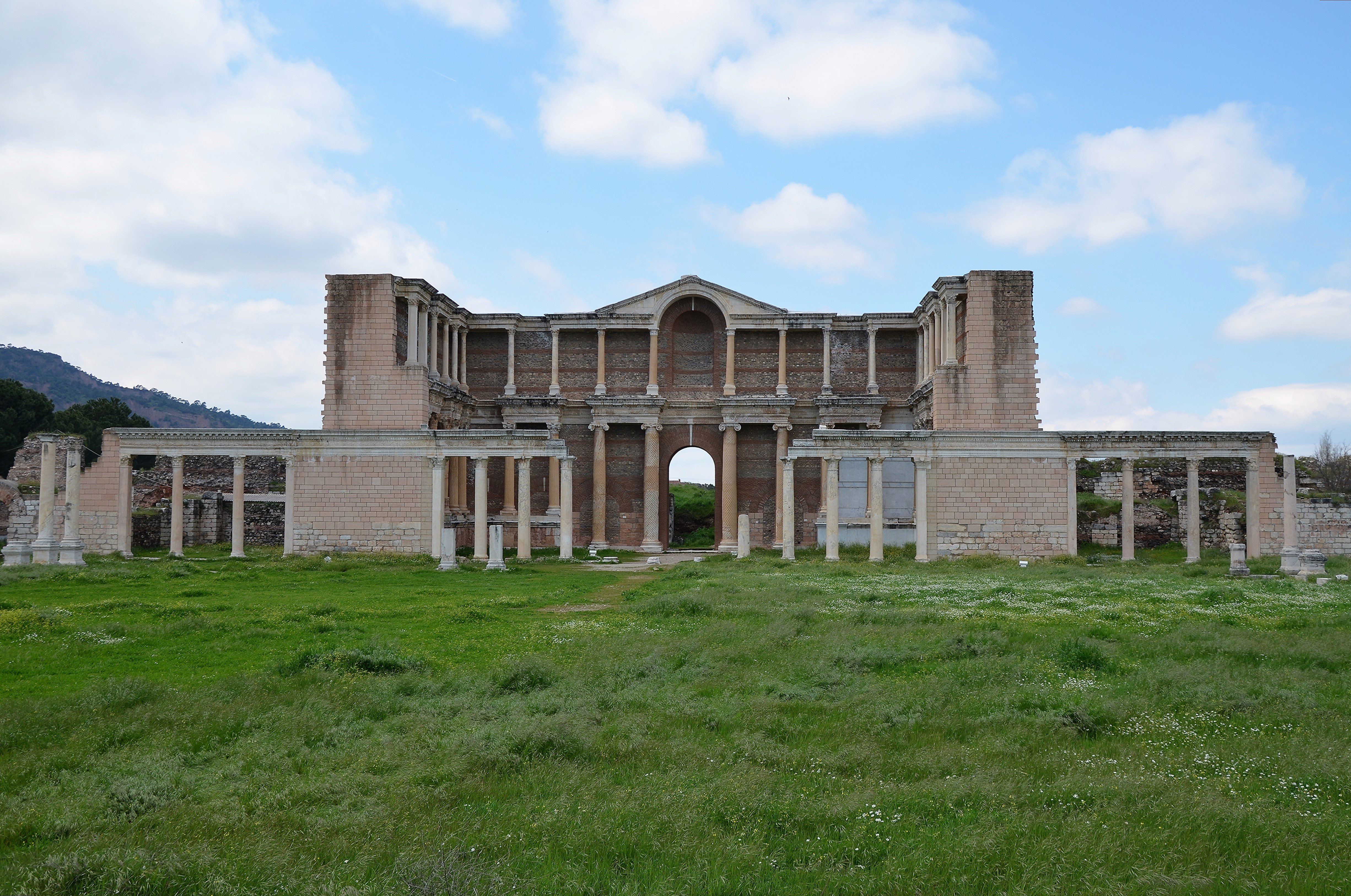
Gimnàs i banys de Sardis (s. II i III d.C.).

Província d'Àsia dins l'imperi romà cap al 125 d.C.

El rei Àtal II de Pèrgam, Després de la conquesta de Sardes l'any 133 aC, el territori de Lídia va passar a formar part de la nova província d'Àsia. La llengua lídia ja s'hauria deixat de parlat i hauria estat completament substituïda pel grec. El grec era la llengua dominant.
Sota la reforma de la tetrarquia de Dioclecià, el 296, el nom de Lídia es va recuperar per a designar una petita província, també amb capital a Sardes, que juntament amb les noves províncies de Cària, Hel·lespont, Lícia, Pamfília, Frígia prima, Frígia secunda, Pisídia i les illes jòniques, constituïa la Diòcesi d'Asiana. Aquesta diòcesi, a la vegada, formava part de la prefectura pretoriana d'Orient amb les diòcesis de Pontiana, Orient, Egipte i Tràcia, segons la Notitia Dignitatum.

### A l'època de l'Imperi Romà d'Orient i les croades
Durant el regnat d'Heracli (610–641), Lídia va passar a formar part del tema dels Anatòlics i, més tard, va passar al dels Tracesis. Tot i la conquesta seljúcida de gran part d'Anatòlia i la creació del Soldanat de Rum, Lídia va continuar sota domini de l'Imperi Romà d'Orient. Després de l'ocupació veneciana de Constantinoble durant la Quarta Croada, Lídia va passar a formar part del domini de l'Imperi de Nicea fins al 1261.

### Domini turc
Lídia va ser capturada per beis turcs, i el 1390 va ser integrada a l'Imperi Otomà, i a dia d'avui continua com a província turca.

Mapa de les prefectures de l'Imperi Romà vora l'any 395. La província de Lídia està marcada amb el número 3

.

## Llista de reis

### Reis mitològics
- Tàntal, fill de Zeus, rei de Lídia o de Frígia.
- Iàrdan
- Òmfale, filla de Iàrdan
- Manes
- Atis, fill de Manes
  - Lidos, fill d'Atis

### Dinastia mítica heràclida
- Hèracles l'heroi
- Argelau, fill d'Hèracles
- Agron, fill de Ninus, al seu torn fill d'Hèracles i d'Òmfale
- Molonos
- Cotis
- Aciasmos
- Ermonos
- Alkimos
- Kamblitos
- Tmolos
- Teoklemenos
- Marsios
- Iardanos
- Omfalos
- Filemenos
- Alkaios
- Belos

### Branca Sandònida o Tolònida
- Ardis I sobre l'any 800 aC
- Aliates I
- Mirsos (Meles), pare de Candaules
- Candaules, fins potser el 720 aC

### Dinastia dels Mèrmnades
- Giges del 720 aC al 682 aC
- Ardis II del 682 aC al 633 aC
- Sadiates del 633 aC al 621 aC
- Aliates II del 621 aC al 564 aC
- Cressus del 564 aC al 546 aC[18]

### Satrapia de Pèrsia 546 aC - 333 aC
- - Tabalos (546 aC - 545 aC)
  - Mazares (545 aC - 544 aC)
  - Harpagos (entre el 544 aC - 540 aC segurament)
  - Oretos cap a l'any 540 aC
  - Bageos potser el 520 aC
  - Otanes abans de 513 aC (entre el 517 aC i el 513 aC)
  - Artafernes I l'aquemènida entre el 513 aC i el 493 aC
  - Artafernes II fill d'Hidarnes del 493 aC al 480 aC
  - Gadatas segurament el 480 aC
  - Desconeguts que van regnar entre el 480 aC i el 440 aC
  - Pisutnes (Pisiyauthna) entre el 440 aC i el 415 aC aproximadament
  - Tisafernes (sàtrapa de Cària 415 aC - 395 aC) del 415 aC al 408 aC
  - Cir el jove (Kurush) del 408 aC al 401 aC (fill de Darios II de Pèrsia)
  - Tisafernes (segona vegada) del 401 aC al 395 aC
  - Titraustes 395- ? aC
  - Tofradates o Autofradates cap a l'any 370 aC
  - Espitridates entre el 350 aC i el 334 aC.

### Satrapia deMacedònia(334 aC - 301 aC) i de l'Imperi Selèucida(301 aC - 189 aC)
- - Asandre de Cària 334 aC - 331 aC
  - Menandre 331 aC - 321 aC
  - Clitos 321 aC - 318 aC
  - Antígon Monoftalm 318 aC - 301 aC (rei des del 306 aC)
- Regne de Sardes o d'Àsia Menor 306 aC - 301 aC
- a Seleuc I Nicàtor 301 aC, satrapia selèucida fins al 188 aC
- A Pèrgam del 188 aC al 133 aC
  - Èumenes II de Pèrgam
  - Àtal II de Pèrgam
  - Àtal III de Pèrgam
- A Roma, quan Àtal III va morir l'any 133 aC sense descendència. Els romans la van incorporar a la província d'Àsia.